# Krishna Bharat
Krishna Bharat (né le 7 janvier 1970) est un chercheur scientifique indien en informatique. 
Chercheur dans la société Google, il travaille dans le domaine des interfaces utilisateur et des algorithmes pour la recherche d'information. Il est le créateur de Google News (Google Actualités, vers 2002) et l'actuel responsable du développement de ce projet.